# Liste von Karmelitinnenklöstern
Die Liste von Karmelitinnenklöstern enthält bestehende und ehemalige Klöster der Karmelitinnen.

## Deutschland
- Aachen, Karmelitinnenkloster Aachen (seit 1662), Kloster der Unbeschuhten Karmelitinnen (OCD)
- Auderath, Karmelitinnenkloster St. Josef Auderath (seit 1953), OCD
- Aufkirchen, Kloster Aufkirchen (seit 1896), OCD
- Berlin, Karmel Regina Martyrum (seit 1982), OCD
- Bonn, Karmel St. Joseph (Bonn) (1998 aufgelöst), OCD
- Dachau, Karmel Heilig Blut (seit 1964), OCD
- Düren, Karmel Heilige Familie (seit 1903), OCD
- Erlangen, Karmelitinnenkloster Erlangen (seit 1969), Kloster der Beschuhten Karmelitinnen (OCarm)
- Essen, Karmelitinnenkloster Essen (seit 1964), OCD
- Essen, Karmel „Mutter vom guten Rat“, OCarm
- Essen, Karmel Maria in der Not, OCD
- Geldern, Karmelitinnenkloster Geldern (1453–1802)
- Hamburg, Karmelzelle von der Menschwerdung (1999–2022), OCD[1]
- Hannover, Karmel St. Josef Hannover (seit 2013), OCD
- Hauenstein (Pfalz), Karmelitinnenkloster St. Josef (seit 1958), OCD
- Ingelheim am Rhein, Kloster Ingelheimerhausen (1435–1537), OCarm
- Kirchzarten, Karmel St. Therese Kirchzarten (seit 1928), OCD
- Köln, Karmel Maria vom Frieden (seit 1635), OCD
- Köln, Karmel St. Joseph in Köln (1853–1875), OCD
- München, Karmelitinnenkloster
- Neuburg an der Donau, Karmelitinnenkloster Neuburg an der Donau (1661–1802), OCD
- Pielenhofen, Kloster Pielenhofen (1806–1838)
- Rödelmaier, Karmel Regina pacis (1928–2024[2]), OCD
- Schlüsselau, Kloster Schlüsselau (1949–1969), O.Carm
- Siegburg, Seligenthal, Karmel St. Elia (sei 2019; Einsiedlerinnenkonvent), O.Carm[3]
- Speyer, Karmel Maria Mutter der Kirche (seit 1986), OCD
- Tübingen, Edith-Stein-Karmel (1978–2011), OCD
- Vilsbiburg, Karmel Sankt Josef Vilsbiburg (seit 1906), OCD
- Weimar, Karmel St. Teresa Weimar (seit 1996), OCD
- Welden, Karmelitinnenkloster Welden (1931–2025), OCD
- Wemding, Karmelitinnenkloster Wemding (seit 2000), OCD
- Witten, Kloster der Karmelitinnen Witten (seit 1954), OCD
- Würzburg, Kloster Himmelspforten (seit 1844), OCD

## Frankreich
- Karmelitinnenkloster Angers (seit 1626)
- Karmelitinnenkloster Avignon (seit 1613)
- Karmelitinnenkloster Bordeaux-Talence (seit 1610)
- Karmelitinnenkloster Bourges (seit 1617)
- Châtillon-sur-Seine, Karmelitinnenkloster Châtillon-sur-Seine (1622–1792)
- Flavignerot, Karmelitinnenkloster Flavignerot (seit 1979)
- Karmelitinnenkloster Laval (seit 1856)
- Karmelitinnenkloster Lectoure seit 1623
- Mazille, Karmelitinnenkloster Mazille (seit 1971)
- Saint-Pryvé-Saint-Mesmin, Abtei Saint-Mesmin de Micy (seit 1939)
- Karmelitinnenkloster Verdun (gegr. 1634)

## Israel
- Bethlehem, Karmelitinnenkloster Bethlehem, OCD
- Haifa, Karmelitinnenkloster Our Lady of Mount Carmel (seit 1892), OCD
- Haifa, Karmelitinnenkloster Il Fiore del Carmelo (seit 1965), OCD
- Jerusalem, Karmelitinnenkloster Jerusalem, OCD
- Nazareth, Karmelitinnenkloster Nazareth, OCD

## Niederlande
- Regina Carmeli Bezinningshuis der Karmelitinnen vom Göttlichen Herzen Jesu (lateinisch Carmel D. C. J. de Collenberg), die „Schwestern vom Kollenberg“ in Sittard.

## Österreich
- Bärnbach, Karmel Heilig Kreuz (seit 1976), OCD
- Gmunden, Karmel Gmunden (seit 1828), OCD
- Graz, Karmelitinnenkonvent Graz (seit 1836), OCD
- Innsbruck, Karmel St. Josef und St. Teresa (seit 1846), OCD
- Maria Jeutendorf, Kloster Maria Jeutendorf (seit 1980), OCD
- Wien, Kloster St. Josef (seit 1974), OCD
- Wolfsberg, Kloster Himmelau (seit 1902), OCD

## Osttimor
- Convento de Freiras Carmelitas Contemplativas em Hera, Aldeia Mota Quic, Suco Hera, Gemeinde Dili

## Vatikanstadt
- Mater Ecclesiae (Kloster) (1999–2004), OCD